# Boys (bài hát của Britney Spears)
"Boys" là một bài hát của nghệ sĩ thu âm người Mỹ Britney Spears, được sáng tác và sản xuất bởi Chad Hugo và Pharrell Williams (thường được gọi chung là The Neptunes) cho album phòng thu thứ ba của Spears Britney (2001). Một phiên bản phối lại của bài hát, mang tên "The Co-Ed Remix", đã được phát hành như là đĩa đơn thứ sáu và cũng là cuối cùng trích từ Britney vào ngày 29 tháng 7 năm 2002. Phiên bản mới này cũng chọn làm đĩa đơn thứ hai trích từ album nhạc phim của Austin Powers in Goldmember. "Boys" là một bản R&B và Hip hop, kết hợp với những yếu tố của funk. Bản phối lại mang nhịp điệu chậm hơn so với bản trong album và cả hai phiên bản này đều được ghi nhận là mang hơi hướng âm nhạc của Janet Jackson.
Trong khi bài hát không thể lọt vào bảng xếp hạng Billboard Hot 100, "Boys" lọt vào top 10 ở Bỉ, Ireland và Vương quốc Anh, cũng như vươn đến top 20 tại Úc, Đức, Áo, Thụy Sĩ, Thụy Điển, Phần Lan và Đan Mạch. Video ca nhạc của bài hát, do Dave Meyers làm đạo diễn, đã nhận được một đề cử tại lễ trao giải MTV Video Music Awards 2003 cho "Video trích từ phim xuất sắc nhất", trong đó Spears và Williams xuất hiện tại một bữa tiệc. Bài hát đã được Spears trình diễn trên một số chương trình truyền hình, cũng như trong nhiều chuyến lưu diễn của cô.

## Danh sách track và định dạng
- Đĩa than 12"

1. "Boys" (Co-Ed Remix) – 3:45
2. "Boys" (Co-Ed Remix) [không lời] – 3:45
3. "I'm a Slave 4 U" – 3:23

- Đĩa CD

1. "Boys" (Co-Ed Remix) — 3:45
2. "Boys" (bản album) — 3:26

- Đĩa CD maxi

1. "Boys" (Co-Ed Remix) — 3:45
2. "Boys" (không lời) [Co-Ed Remix] — 3:45
3. "Boys" (bản album) — 3:26
4. "Boys" (không lời) [bản album] — 3:26

## Xếp hạng
| Bảng xếp hạng (2002)                        | Vị trí cao nhất |
| ------------------------------------------- | --------------- |
| Úc (ARIA)                                   | 14              |
| Áo (Ö3 Austria Top 40)                      | 18              |
| Bỉ (Ultratop 50 Flanders)                   | 7               |
| Bỉ (Ultratop 50 Wallonia)                   | 10              |
| Canada (Canadian Hot 100)                   | 21              |
| Đan Mạch (Tracklisten)                      | 14              |
| Pháp (SNEP)                                 | 55              |
| Đức (GfK)                                   | 19              |
| Ireland (IRMA)                              | 10              |
| Japan (Oricon)                              | 63              |
| Hà Lan (Dutch Top 40)                       | 14              |
| New Zealand (Recorded Music NZ)             | 39              |
| Scotland (OCC)                              | 7               |
| Tây Ban Nha (PROMUSICAE)                    | 16              |
| Thụy Điển (Sverigetopplistan)               | 11              |
| Thụy Sĩ (Schweizer Hitparade)               | 20              |
| Anh Quốc (OCC)                              | 7               |
| US Billboard Bubbling Under Hot 100 Singles | 22              |
| Hoa Kỳ Pop Airplay (Billboard)              | 32              |

| Bảng xếp hạng (2002)             | Vị trí cao nhất |
| -------------------------------- | --------------- |
| Belgian Singles Chart (Flanders) | 73              |
| Belgian Singles Chart (Wallonia) | 76              |
| UK Singles Chart                 | 141             |

| Quốc gia                                  | Chứng nhận | Số đơn vị/doanh số chứng nhận |
| ----------------------------------------- | ---------- | ----------------------------- |
| Úc (ARIA)                                 | Vàng       | 35.000^                       |
| ^ Chứng nhận dựa theo doanh số nhập hàng. |            |                               |

## Lịch sử phát hành
| Nước           | Ngày                | Định dạng | Nhãn |
| -------------- | ------------------- | --------- | ---- |
| Vương quốc Anh | 29 tháng 7 năm 2002 | CD        | RCA  |
| Nhật Bản       | 3 tháng 9 năm 2002  | CD        | Sony |
| Đức            | 30 tháng 9 năm 2002 | CD        | Sony |